# Cheilolejeunea khasiana
Cheilolejeunea khasiana là một loài Rêu trong họ Lejeuneaceae. Loài này được (Mitt.) N. Kitag. mô tả khoa học đầu tiên năm 1981.